# Afrolongichneumon longigena
Afrolongichneumon longigena là một loài tò vò trong họ Ichneumonidae.